# Knottenhof (Bad Salzungen)
Der Knottenhof ist eine zum Ortsteil Frauensee der Stadt Bad Salzungen im Wartburgkreis in Thüringen gehörende Kleinsiedlung und besteht aus drei benachbarten Wohnhäusern.
Der Knottenhof liegt etwa eineinhalb Kilometer südlich der Ortslage Frauensee an der Kreisstraße 106 nahe der Einmündung dieser Straße in die Bundesstraße 84 (Abschnitt Dönges – Kieselbach) am Schergeshof. Die geographische Höhe des Ortes beträgt 275 m ü. NN.
Der Knottenhof zählt zu einer Gruppe von etwa 20 Siedlungen, die seit dem 13. Jahrhundert im Umkreis des Zisterzienserinnenklosters Frauensee als Rodungen im Frauenseer Forst angelegt wurden. Die Mehrzahl dieser Kleinsiedlungen waren schon im 16. Jahrhundert bei der Aufhebung des Klosters zur Wüstung geworden, so auch der ursprüngliche Knottenhof. Nach der Niederschlagung des Bauernaufstandes von 1525 wurde das Kloster und das als Pfandbesitz vom hessischen Landgrafen Philipp der Großmütige beschlagnahmt, zugleich bestimmte er den Übertritt seiner neuen Untertanen zum protestantischen Bekenntnis. Der eingesetzte Verwalter Michael Flach führte im Auftrag des Landgrafen die Säkularisation des Klosters durch. Im Jahr 1536 wurde das Kloster Frauensee als aufgelöst betrachtet, daraus entstand das Amt Frauensee als Exklave im Herrschaftsgebiet der sächsischen Herzöge. 1673 wurde das Gehöft erstmals urkundlich erwähnt. Sein Name leitet sich wohl von der in diesem Gebiet bis ins frühe 20. Jahrhundert vollzogenen Flachsherstellung ab. 1797 erhielt der Landarbeiter Scholl die Genehmigung, ein neues Wohnhaus auf dem Knottenhof zu errichten; es existierte bis 1973. 1803 errichtete der Bauer Mey ein weiteres Wohnhaus am Schergeshof. Das alte Hauptgebäude wurde 1994 abgebaut und ins Elsass transloziert.
Etwa 500 m nördlich des Knottenhofes endet ein unterirdischer Wasserstollen, der ab 1771 von hessischen Bergleuten aus dem benachbarten Richelsdorfer Gebirge in den Fels geschlagen wurde, um dem nahe gelegenen Frauensee einen künstlichen Abfluss zu schaffen. Die Gesamtlänge wird mit 1500 Metern angegeben.
Mit Stand vom 30. Juni 2009 wohnten 10 Personen in Knottenhof.